# Moddergat
Moddergat (Friese uitspraak: [’modrɡɔt]) is een dorp in de gemeente Noardeast-Fryslân, in de Nederlandse provincie Friesland. Het dorp ligt ten noordoosten van Nes en Oosternijkerk, ten noordwesten van Lioessens en ten westen van Paesens. De dorpskern ligt aan de zeedijk van de Waddenzee. Het dorp vormt samen met het dorp Paesens één gemeenschap, onder de naam Paesens-Moddergat.
De twee dorpen werden aanvankelijk gescheiden door het water de Paesens; oorspronkelijk een zeeslenk die uitmondde in de Waddenzee. Het water loopt anno 2019 dood op de nieuwbouw van het dubbeldorp. De scheiding tussen de twee dorpen wordt gevormd door de straten Kokentún en De Wiel, waarbij de Kokentún in Paesens is gelegen en De Wiel in Moddergat.
De centrale weg van Moddergat is de Zeeweg. Het dorp ligt deels niet meer direct aan de Waddenzee; buiten de dijk ligt de Peazemerlannen. In 2023 telde het dorp Moddergat 220 inwoners.

## Beschermd dorpsgezicht
Moddergat heeft een beschermd dorpsgezicht, een van de beschermde stads- en dorpsgezichten in Friesland. Het dorp heeft aantal rijksmonumenten. Enkele monumentale panden zijn ondergebracht onder het Museum 't Fiskershúske.

## Geschiedenis
Het dorp is in de 18e eeuw ontstaan, bij de monding van de zeeslenk, die nogal wat slijk kende. Moddergat werd in 1718 vermeld als Modde gat. Het begon als een satellietnederzetting van het dorp Paesens. Dit was toen al uitgebreid naar het westen toe, en zo besloot men de andere oever van de slenk ook te gaan bewonen.
Daarna ontwikkelde zich een tweede satellietnederzetting, die De Kamp ging heten. De Kamp werd later aangehaald als 'Moddergat de Kamp' en Moddergat zelf werd ter onderscheiding aangehaald als 'Moddergat de Oeren'. De benaming De Kamp verdween.
De tweelingdorpen Paesens en Moddergat bezaten in de 19e eeuw een grote vissersvloot. In de nacht van 5 op 6 maart 1883 voltrok zich een ramp voor de gemeenschap. Tijdens een zware storm vergingen 17 blazers en aken en kwamen 83 dorpelingen van Paesens en Moddergat om. Ter herdenking werd in 1958 op de zeedijk een monument opgericht. Anno 2021 is in de dorpen de visserij nog steeds een belangrijke bron van inkomsten, maar de visserijschepen hebben de haven van Lauwersoog als thuishaven.
Tot de gemeentelijke herindeling in 1984 maakte Moddergat deel uit van de gemeente Westdongeradeel. Van 1984 tot 2019 behoorde het tot de gemeente Dongeradeel, waarna deze opging in de gemeente Noardeast-Fryslân.

## Kerk
Het dorp heeft een kerk, It Anker geheten; een gereformeerde kerk uit 1899. Deze zaalkerk met houten geveltoren werd in 1924 vergroot en heeft zowel gotische als neoclassicistische details.

## Aardgas
Onder de Waddenzee, nabij Moddergat, is een aanzienlijke hoeveelheid aardgas aangetroffen. Jarenlang is er protest geweest tegen aardgaswinning in het gebied, uit angst voor schade ten gevolge van bodemverzakking. In de omgeving van Harlingen, waar zout gewonnen wordt onder de waddenkust, zijn inderdaad aanwijzingen voor bodemdaling. In noordoost Groningen verzakt de bodem ten gevolge van de gaswinning uit het aardgasveld van Slochteren.
Tevens werd er gevreesd voor verstoring van de natuur in het Waddengebied. Ondanks de controverse rondom gaswinning in deze streek is uiteindelijk begonnen met de exploitatie van de aardgasreserves voor de kust, vanuit een installatie die de NAM in Moddergat heeft gebouwd.

## De mooiste plek van Nederland
Op 27 november 2004, in de finale-uitzending van het NCRV-televisieprogramma De mooiste plek van Nederland, eindigde Moddergat op de tweede plaats. Nationaal Park De Weerribben werd tot winnaar uitgeroepen. Het nabijgelegen Lauwersmeer werd derde.

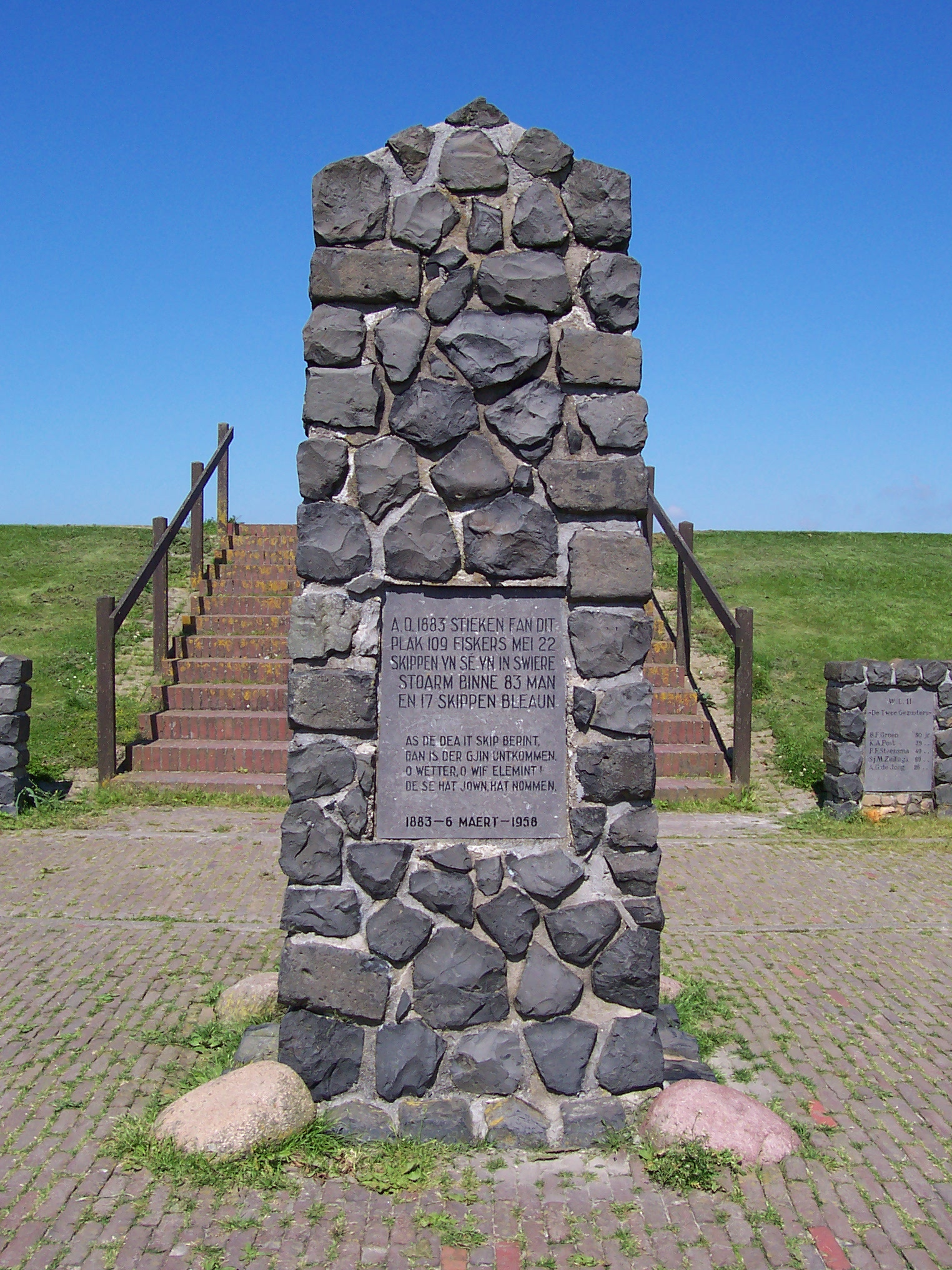
Vissersmonument
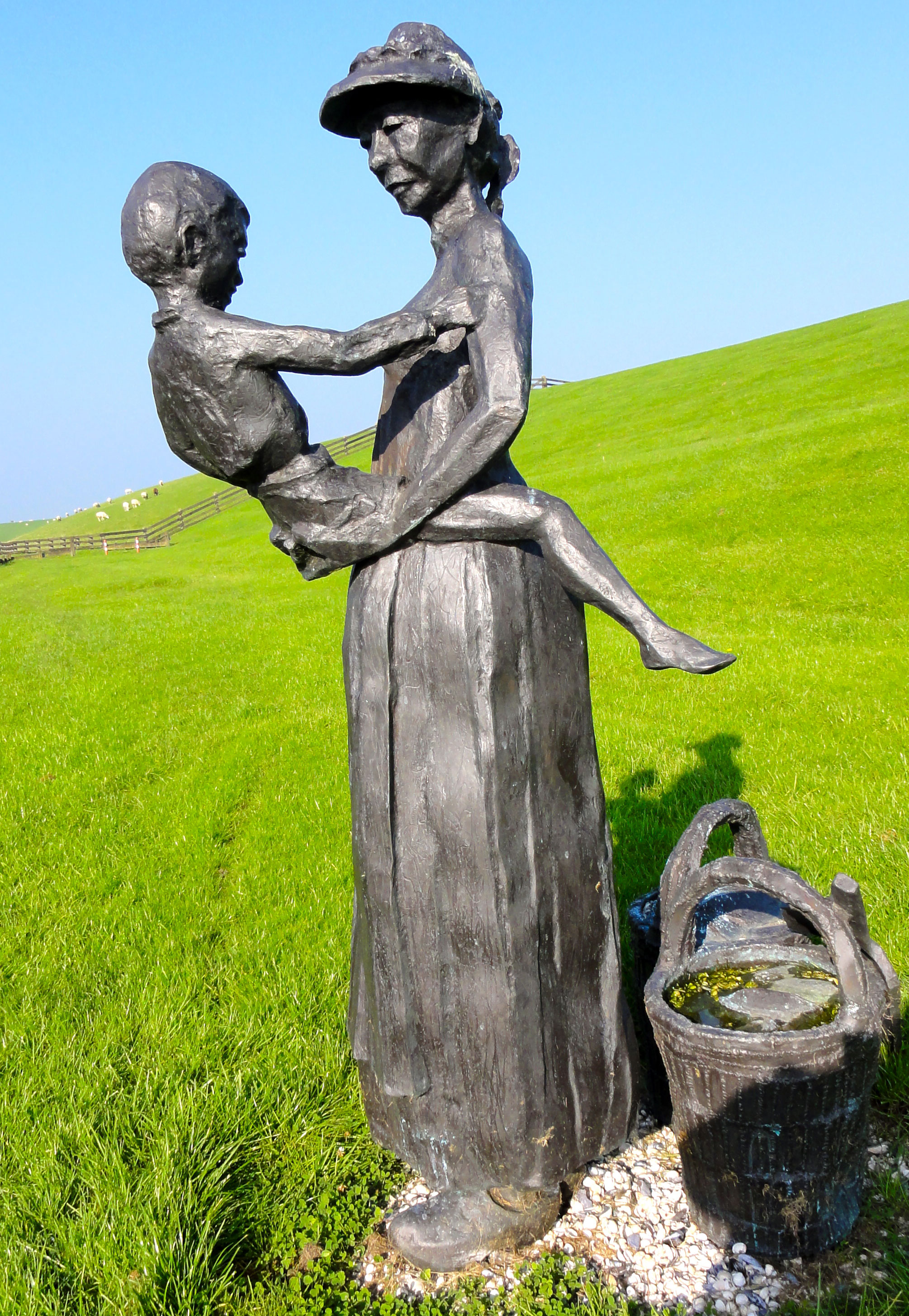
De Vissersvrouw (De Fiskersfrou), beeld van Hans Jouta
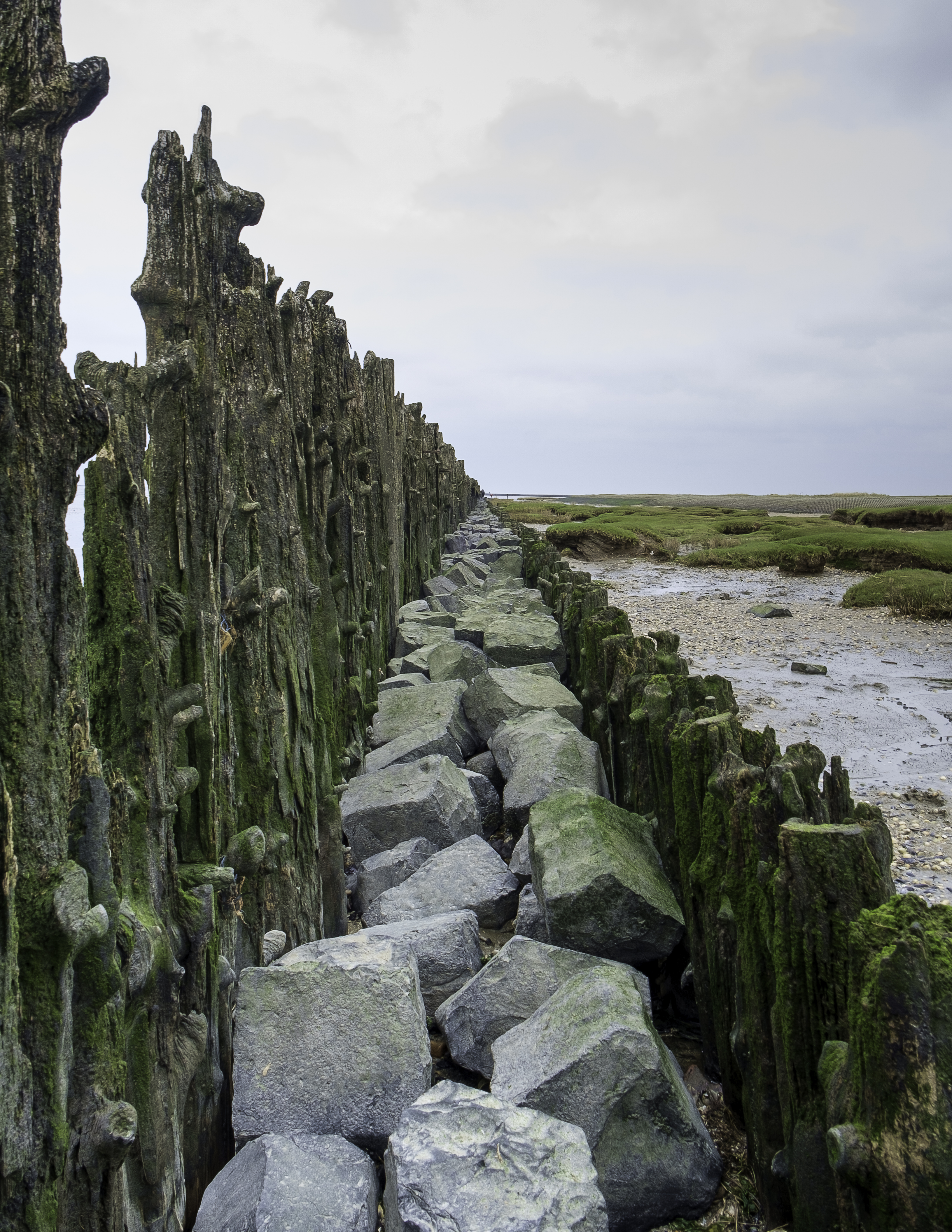
Rijsdam bij Moddergat
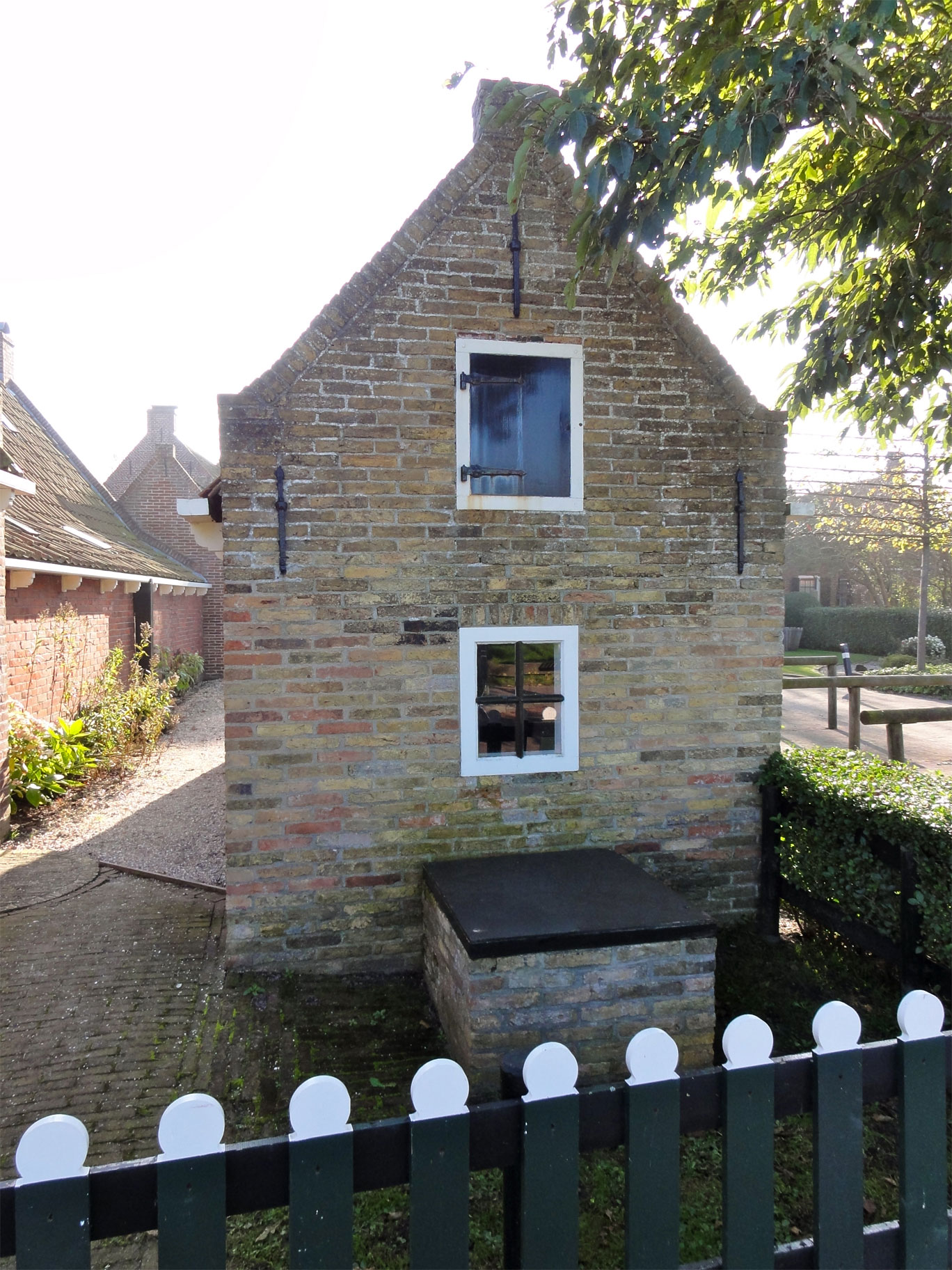
Boethuis De Oere

## Cultuur en sport
De gemeenschap van het dubbeldorp Paesens-Moddergat is zeer verweven. In Paesens staat het dorpshuis van het tweelingdorp, De Dûbelslach geheten, het multifunctioneel centrum werd geopend in 2015. Er bestaat een gezamenlijke dorpskrant, genaamd de PM'er.. Verder zijn er in de beide dorpen onder meer de kaatsvereniging 'Thomas Prins', een biljartclub en een roeigroep van dorpelingen en omwonenden die in de zomerperiode naar roeiwedstrijden gaan met de gerestaureerde L.A. Buma. Deze keerde in 2011 terug naar het dorp om gerestaureerd te worden.

## Onderwijs
In Paesens stond de basisschool van het dubbeldorp, 't Kompas. Vanwege het geringe aantal leerlingen (31) moest de school aan het eind van het schooljaar 2023-2024 sluiten.

## Geboren
- Leo Brouwer (1924-2003), burgemeester